# 古代の舞曲
『古代の舞曲』（こだいのぶきょく、仏:Danse antique）は、日本の作曲家、早坂文雄が作曲した管弦楽曲である。

## 作曲の経緯
1937年、早坂文雄が22歳の時、大阪にある父親の仮住まいに滞在中に「日本の古典の雰囲気を持たせた作品を書きたい」と思い立って書き始められ、同年8月に完成した。
当初、曲名は『日本の古式による舞踊調』と題され、後に『古代の日本舞曲』となったが、最終的に『古代の舞曲』となった。

## ワインガルトナー賞受賞
フェリックス・ワインガルトナーが、日本の作曲家を対象にした『ワインガルトナー賞』作曲コンクールを開催する事を知り、この作品を応募した。
1938年、この作品は、ワインガルトナー賞の優等賞を獲得し、その他の優等賞受賞者の作品とともに国際文化振興会から楽譜が出版された。日本放送協会の懸賞募集に入選した『二つの讃歌への前奏曲』に続いて、早坂にとって2度目のコンクール受賞となった。なお、受賞の時点で早坂は24歳であったが、これは受賞者中最年少であった。

## 初演
1939年5月15日、斎藤秀雄指揮、新交響楽団により、他の受賞作品とともに初演された。早坂も上京し初演に立ち会った。

## 作品の概要
緩やかな前半部と、躍動的な後半部の2部からなる。演奏時間は約13分。
フルートが、静かに、日本的な旋律を吹き始めると、オーボエなどの管楽器が次々に加わる。弦楽器にこの旋律が受け渡され、幾度も繰り返されながら盛り上がると、和音を数回叩き付けて音楽は途切れる。再び盛り上がっていった頂点で、テンポを速め、後半部に突入する。
弦楽器が和音を刻む上に、金管楽器がやや不規則に和音を叩き付ける。木管楽器が神楽舞のような旋律を吹き始め、やがて、金管楽器の対旋律と絡み合う。
打楽器を総動員して頂点を築き、余韻を残すように消えていくと見せかけて、突如全合奏で和音を打ち鳴らして終結する。